# Energia-visszatáplálás
A modern villamos járművek villamos vontatómotorjai fékezéskor generátorként működnek, így energiát termelnek. Az így kapott energiát vissza lehet táplálni a vezetékhálózatba vagy az akkumulátorokba. Ezt a folyamatot nevezzük energia-visszatáplálásnak.

## Vasúti járművek

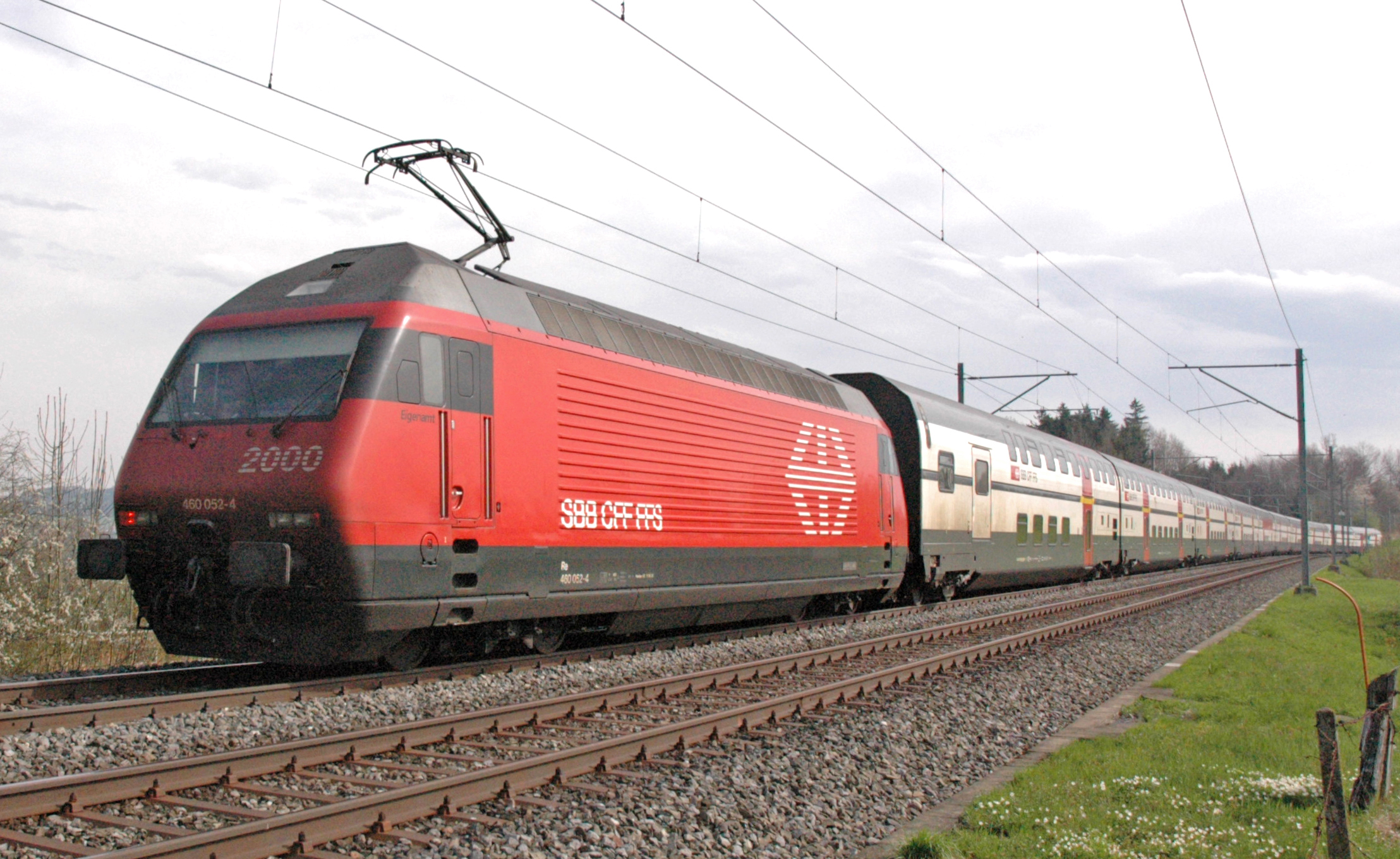
Egy korszerű energia-visszatáplálásra is alkalmas svájci SBB Re 460 villamosmozdony

A modern villamosmozdonyok fékezéskor bármely felsővezeték-rendszerbe vissza tudják táplálni a villamos energiát. A 15 és 25 kV-os rendszerek a legjobb felvevőképességűek.

## Közúti járművek

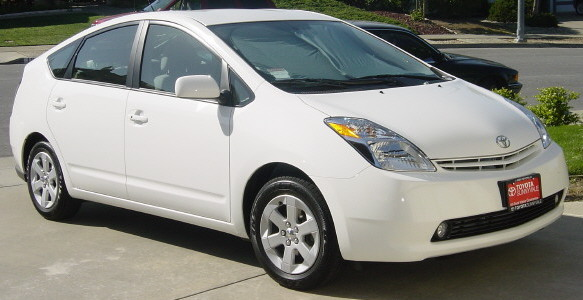
Toyota Prius